# Takeshi Obata
Takeshi Obata (jap. 小畑 健, Obata Takeshi; * 11. Februar 1969 in Niigata, Präfektur Niigata, Japan) ist ein japanischer Manga-Zeichner. Bei den meisten seiner Werke, die dem Shōnen-Genre zuzuordnen sind, ist er für die Zeichnungen zuständig. Die Geschichten werden von anderen Autoren verfasst.

## Karriere
Obata schickte 1985, noch während seiner Schulzeit, seine Kurzgeschichte 500 Kōnen no Shinwa zum Shūeisha-Verlag. Diese wurde mit dem Tezuka-Preis, der jährlich vom Shōnen Jump, Japans meistverkauftem Manga-Magazin, vergeben wird, ausgezeichnet. Daraufhin arbeitete er als Assistent bei dem Manga-Zeichner Makoto Niwano.
1989 veröffentlichte er mit Cyborg Jiichan G sein Debütwerk im professionellen Manga-Markt, allerdings noch unter dem Pseudonym Ken Kobatake. Diese Mangaserie erschien im Shōnen Jump, für das er in den folgenden Jahren weiterhin arbeitete. Sein Karakurizōshi Ayatsuri Sakon, das erstmals 1995 erschien, war so erfolgreich, dass es in eine Anime-Serie verfilmt wurde. Den richtigen Durchbruch schaffte er allerdings erst 1998 mit Hikaru no Go, einem Manga über das traditionelle Brettspiel Go. Die Serie, bei der er mit Yumi Hotta für die Handlung und Yukari Umezawa als Go-Beraterin zusammenarbeitete, fand eine riesige Fangemeinde, wurde mit mehreren Preisen ausgezeichnet, in zahlreiche Sprachen übersetzt und in eine populäre Anime-Serie verfilmt.
Bereits sein nächstes Werk, welches er zusammen mit Tsugumi Ōba herausbrachte, wurde wieder ein großer Erfolg und erregte großes Aufsehen. Death Note erzählt von einem Jugendlichen, der vermeintliche Verbrecher umbringt, indem er deren Namen in ein mystisches Notizbuch schreibt. Trotz seiner recht düsteren Thematik erschien auch dieses Werk im Shōnen Jump, das für seine leicht zu lesenden, rasanten Action-Manga bekannt ist. Death Note wurde als Realfilm und als Anime-Fernsehserie umgesetzt und in mehrere Sprachen übersetzt.
2007 arbeitete Obata mit Takano Tsuneo als Autor an der Manga-Serie Blue Dragon RalΩGrad für Shōnen Jump. Diese ist eine Umsetzung des Videospiels Blue Dragon. Diese Serie endete nach insgesamt 29 Kapiteln.
Obata und Tsugumi Ōbas anschließendes Projekt Bakuman, welches von August 2008 bis April 2012 ebenfalls im Shōnen Jump veröffentlicht wurde, handelt von einer Geschichte über zwei Jungen, die den großen Traum haben, eines Tages großartige Mangaka zu werden.
2014 adaptierte er Hiroshi Sakurazakas Roman All You Need Is Kill als Manga, basierend auf dem Character Design von Yoshitoshi ABe und dem Skript von Ryōsuke Takeuchi.
Der bekannte Manga-Zeichner Nobuhiro Watsuki (unter anderem Rurouni Kenshin) arbeitete als Assistent bei Obatas Mangaserie Arabian Lamp Lamp mit. Obata beschäftigte im Laufe seiner Karriere auch viele andere Assistenten. Mit bis zu neun Helfern arbeitete er bei Hikaru no Go, darunter Yūsuke Murata (Eyeshield 21).

## Auszeichnungen
Neben dem Tezuka-Preis erhielt Obata gemeinsam mit Yumi Hotta 2000 den Shōgakukan-Manga-Preis und 2003 den Osamu-Tezuka-Kulturpreis für Hikaru no Go. Für Death Note war er 2007 für den Osamu-Tezuka-Kulturpreis und den Seiun-Preis nominiert.

## Werke
- Cyborg Jiichan G (CYBORGじいちゃんG), 1989
  - Cyborg Jiichan G, One-shot in Shōnen Jump Herbst-Sonderausgabe 1987
  - Cyborg Jiichan G, One-shot in Shōnen Jump, 1988
  - Long Shoot (ロングシュート), One-shot in Shōnen Jump Sommer-Sonderausgabe 1988
- Arabian Lamp Lamp (魔神冒険譚ランプ・ランプ), 1991–1992 (Text: Susumu Sendō)
  - Detekite Oku Rei! Shūtarō-kun (出てきておく霊!守太郎くん), One-shot in Shōnen Jump, 1990
- Chikarabito Densetsu – Oni o Tsugumono (力人伝説 -鬼を継ぐもの-), 1992–1993 (Text: Masaru Miyazaki)
  - Mugen Dōshi – Dream Master (夢幻導士 -DREAM MASTER-), One-shot in Shōnen Jump, 1993
  - 500 Kōnen no Shinwa (500光年の神話), One-shot in Shōnen Jump Frühlings-Sonderausgabe 1986
- Karakurizōshi Ayatsuri Sakon (人形草紙あやつり左近), 1995–1996 (Text: Sharakumaro)
  - Karakurizōshi Ayatsuri Sakon, One-shot in Shōnen Jump Frühlings-Sonderausgabe 1995
  - Karakurizōshi Ayatsuri Sakon, One-shot in Shōnen Jump, 1996
- Hikaru no Go (ヒカルの碁), 1998–2003 (gemeinsam mit Yumi Hotta)
- Lust For Life in Adidas Manga Fever, 2002 (gemeinsam mit Sho-u Tajima und Hiroyuki Asada)
- Hajime (はじめ), 2003 (Text: Otsuichi)
- Death Note, 2003–2006 (Text: Tsugumi Ōba)
  - Death Note, One-shot in Shōnen Jump 2003
  - Death Note: Tokubetsuhen (DEATH NOTE 特別編), One-shot in Shōnen Jump, 2008
- Blue Dragon: RalΩGrad, 2007–2008 (Text: Tsuneo Takano)
- Hello Baby, One-shot, 2007 (Text: Masanori Morita)
- Tairoke Report Manga (タイロケリポートマンガ), One-shot, 2008
- L File No.15, Beilage zum Film L: Change the World, 2008 (Text: Tsugumi Ōba)
- Urooboe Uroboros! (うろおぼえウロボロス!), One-shot in Shōnen Jump, 2008 (Text: Nisio Isin)
- Bakuman. (バクマン。), 2008–2012 (Text: Tsugumi Ōba)
- All You Need Is Kill, 2014 (Vorlage: Hiroshi Sakurazaka, Character Design: Yoshitoshi ABe, Skript: Ryōsuke Takeuchi)
- Platinum End (プラチナエンド), seit 2015 (Text: Tsugumi Ōba)